# 陣車二
阵车二（长蛇座60，60 Hya）是长蛇座的一颗恒星，视星等为+5.85，距离地球约330光年。